# Dunträsket
Dunträsket är en sjö i Arvidsjaurs kommun i Lappland och ingår i Byskeälvens huvudavrinningsområde. Sjön har en area på 0,28 kvadratkilometer och ligger 433 meter över havet.

## Delavrinningsområde
Dunträsket ingår i det delavrinningsområde (728180-163523) som SMHI kallar för Mynnar i Betsatjaure. Medelhöjden är 462 meter över havet och ytan är 14,54 kvadratkilometer. Räknas de 12 avrinningsområdena uppströms in blir den ackumulerade arean 104,18 kvadratkilometer. Garneälven som avvattnar avrinningsområdet har biflödesordning 3, vilket innebär att vattnet flödar genom totalt 3 vattendrag innan det når havet efter 172 kilometer. Avrinningsområdet består mestadels av skog (88 procent). Avrinningsområdet har 1,28 kvadratkilometer vattenytor vilket ger det en sjöprocent på 8,8 procent.